# Rin Asami
Rin Asami, (Idioma japonés:朝見琳) es una cantante japonesa miembro de I've Sound desde 2010.

## Biografía
Rin Asami es original de Sapporo, y nació en el 17 de septiembre de 1990.
Antes de su entrada como cantante de I've Sound, la intérprete durante el año 2009, tuvo una efímera carrera como modelo, formando parte de la agencia Realize, aunque por otro lado también tenía ciertas ambiciones como actriz de doblaje, presentándose a la tercera entrega del Annison Grand Prix, donde se destacó que tenía una voz lo suficientemente adecuada como para ejercer de Seiyu en un anime, sin embargo, la auténtica ambición de Rin, no eran ni las pasarelas, ni el doblaje, sino la música.
Tras dejar atrás sus etapa como modelo y como aspirante a Seiyu, Rin Asami, decidió matricularse en S-Size, la academia de canto de Eiko Shimamiya., siendo instruida por esta durante un año, hasta que en el año 2010, la propia Eiko Shimamiya y el personal de I've Sound, anunciaron la creación de una unión especial entre las tres intérpretes más recientes de la agrupación, llamada "Larval stage planning". Dicha formación integrada por Airi Kirishima, Nami Maisaki y la propia Rin Asami, publicaría un sencillo en el cual figurarían las canciones: Rolling Star y la balada Send off, opening y cierre de la Novela visual, "Kisaragi gold star" respectivamente. El segundo y último track del sencillo estarían incluidos en el recopilatorio Short circuit III.
El debut en solitario de Rin Asami, fue anunciado el once de junio del año 2011, fecha en la que se detalló que la cantante interpretaría el Opening de TORABA, un videojuego desarrollado por Boot-Up. La canción, que se titula "Lead to the smile", sería compuesta y arreglada por Maiko Iuchi, con la letra escritas por Mami Kawada.
A finales del año 2011, Rin Asami, se convierte en la primera de las tres vocalistas de Larval stage planning en sacar un sencillo en solitario. Dicho sencillo, titulado, "Got it!", sería publicado en el Comiket de finales del año 2011.

## Discografía

### Sencillos
| # | Información                                                                         | Ventas |
| - | ----------------------------------------------------------------------------------- | ------ |
| 1 | Got it! - Publicación: 29 de diciembre de 2011 - Posición en el Oricon top 200: TBA | TBA    |

### Canciones

#### En solitario
- Lead to the smile (De Toraba)(5 de mayo de 2011)
- Got it!(29 de diciembre de 2011)
- Kibou ~NOZOMI Ashita e no Kakehashi~ (29 de septiembre de 2012)

#### Larval stage planning(Junto aAiri KirishimayNami Maisaki)
- Rolling star (De Kisaragi gold star) 2010
- Send off 2010
- Blossomdays - TRIBAL LINK version (6/5/2011)
- Lillies line - TRIBAL LINK version (6/5/2011)[8]

#### KOTOKOtoKaori UtatsukitoLarval stage planning
- ↑Seishun rocket↑ (Short circuit III premium show) 2010
- Short circuit (Short circuit III premium show) 2010